# Сцинтиграфия

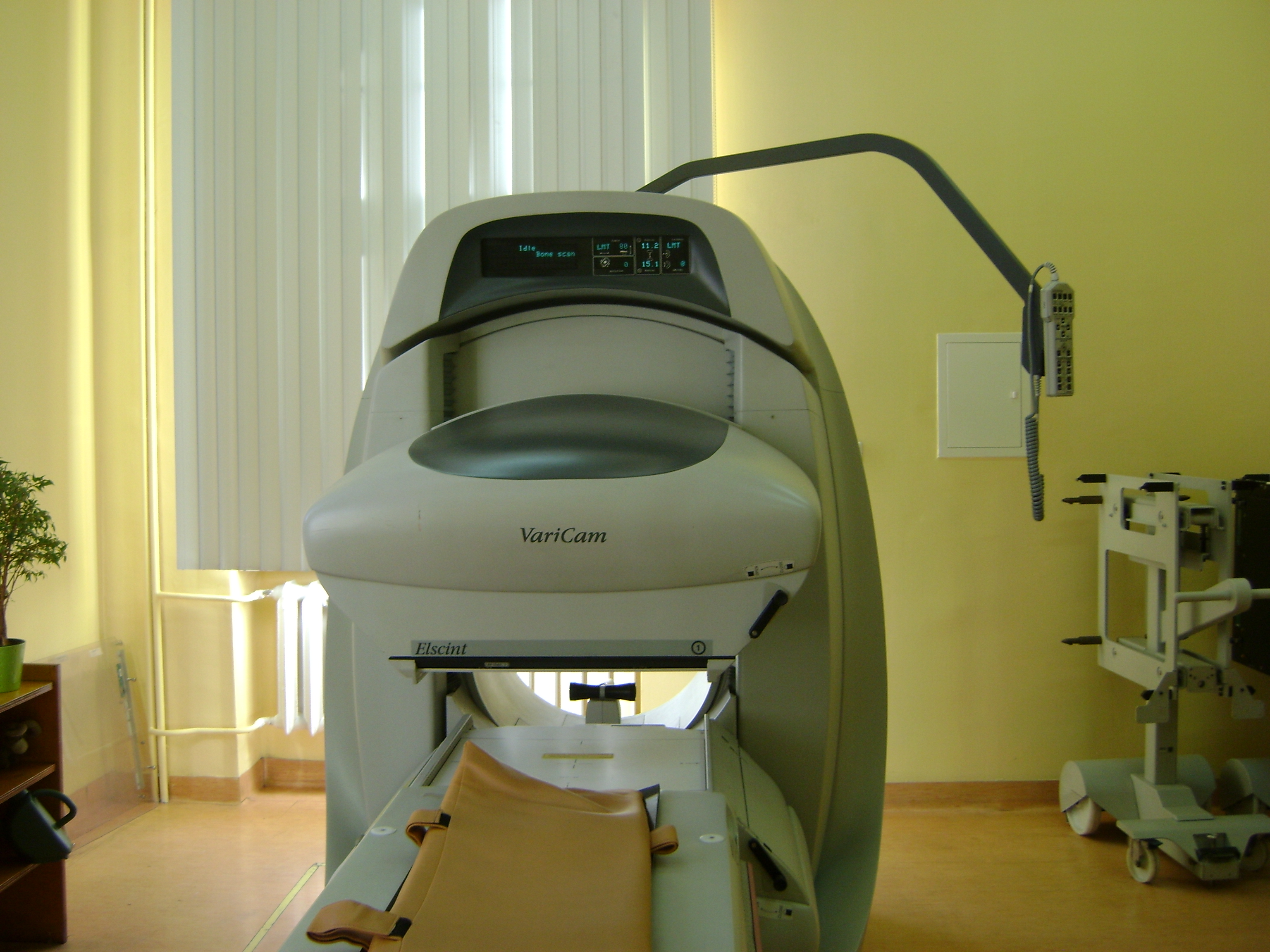
Сцинтиграфия

Сцинтигра́фия — метод функциональной визуализации, заключающийся во введении в организм радиоактивных изотопов и получении двумерного изображения путём определения испускаемого ими излучения.
Аналогичный принцип регистрации гамма-фотонов от изотопов используется в однофотонной эмиссионной компьютерной томографии (ОФЭКТ) для создания трехмерных томограмм с помощью вращающихся детекторов.

## Принцип метода

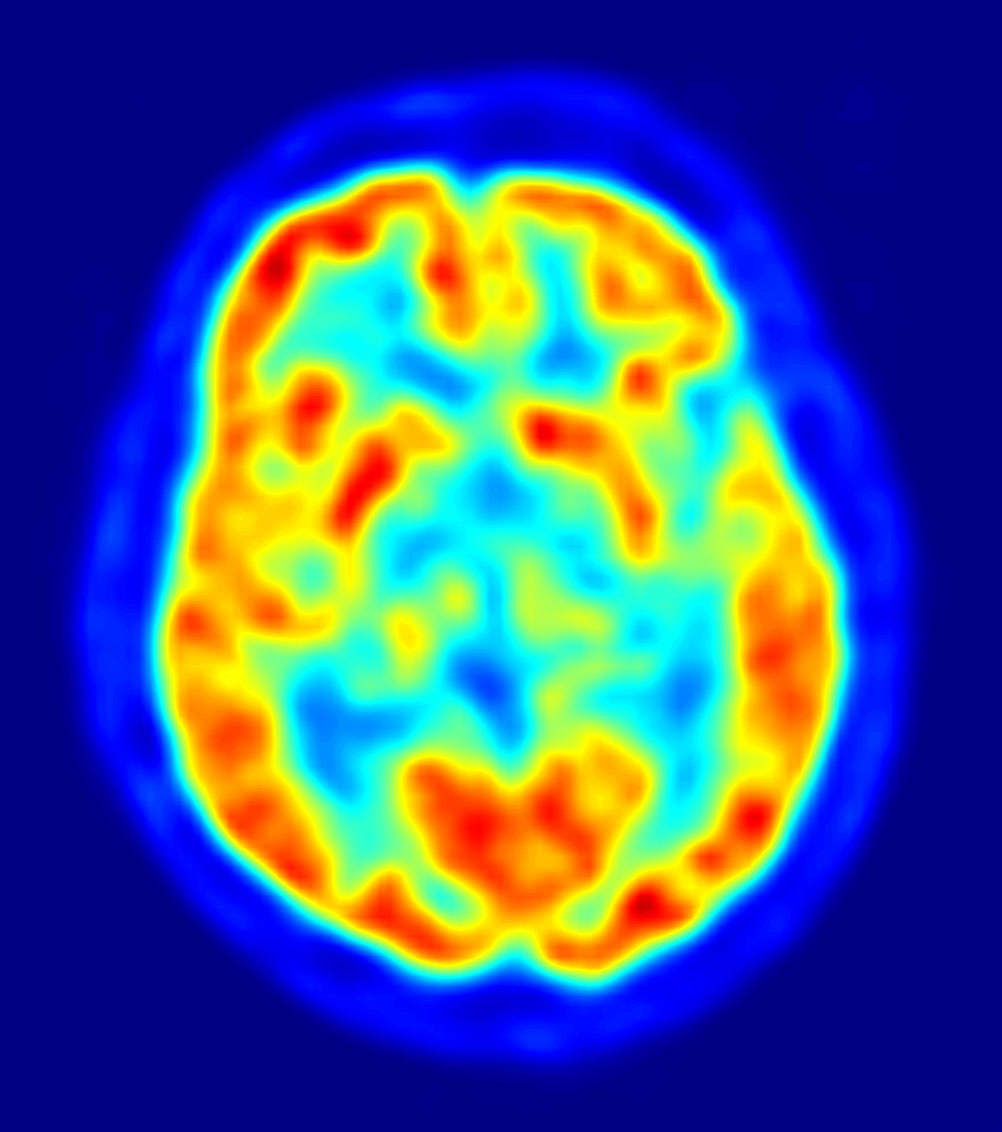
Компьютерное представление изображения поперечного сечения головного мозга человека в искусственных цветах на основе сцинтилографии в позитронно-эмиссионной томографии

Схема фотоумножителя, соединённого с сцинтиллятором

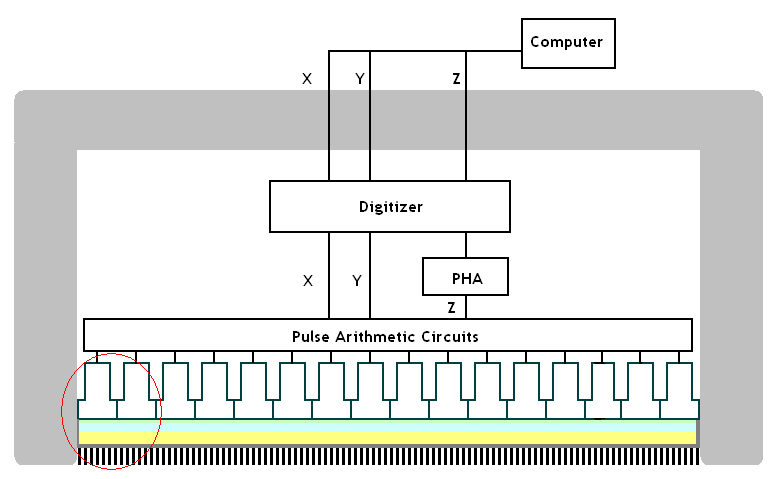
Поперечное сечение гамма-камеры

Пациенту вводят радиоиндикатор (радиофармпрепарат (РФП)) — препарат, состоящий из молекулы-вектора и радиоактивного маркера (изотопа). Молекула-вектор поглощается определённой структурой организма (орган, ткань, жидкость). Радиоактивная метка служит «передатчиком»: испускает гамма-лучи, которые регистрируются гамма-камерой.
Количество вводимого радиофармацевтического препарата таково, что испускаемое им излучение легко улавливается, но при этом он не оказывает токсического воздействия на организм.

## Распространённость сцинтиграфии
В настоящее время сцинтиграфия получила широкое распространение в США, Европе и ряде других стран. Так в США в 2007 году проведено более 17 миллионов радионуклидных исследований у более чем 15 миллионов человек. В Европе в том же году — свыше 12 миллионов исследований. В США на сегодняшний день[когда?] установлено и активно используется более 12,5 тысяч однофотонных эмиссионных компьютерных томографов (гамма-камер). В России ситуация с радионуклидной диагностикой складывается значительно хуже. На сегодняшний день[когда?] в РФ установлено около 200 гамма-камер, причем подавляющее большинство из них морально[уточнить] устаревшие. Если в США и Европе 40—50 % радионуклидных исследований проводится в амбулаторных учреждениях (поликлиниках), то в РФ сцинтиграфия — удел крупных медицинских центров и ведущих больниц. Количество проводимых исследований в РФ не достигает[когда?] и одного миллиона в год.

## Примеры радиоиндикаторов
- МИБИ, сестамиби (технетрил), тетрофосмин (Mioview), меченый 99mTc — радиофармпрепарат, тропный к неповрежденным кардиомиоцитам. Используется для однофотонной эмиссионной компьютерной томографии (ОЭКТ, ОФЭКТ) миокарда, с целью диагностики ишемической болезни сердца (ИБС) и её осложнений (инфаркт миокарда, постинфарктный кардиосклероз, ишемическая кардиомиопатия), в том числе при ЭКГ — синхронизированной томографии.
- Моно- и бифосфонаты, меченые 99mTc (например, пирофосфат) — это радиофармпрепаты, тропные к формирующейся костной ткани. Используются в сцинтиграфии костей с целью диагностики отдаленных бластических метастазов, первичных злокачественных новообразований костей, а также воспалительных, дегенеративных и травматических изменений.
- Диэтилентриаминпентауксусная кислота (ДТПА), меченая 99mTc — радиофармпрепарат, тропный к почечным клубочкам. Используется при сцинтиграфии почек (динамической нефросцинтиграфии).
- Пертехнетат натрия (99mTc) — раствор натриевой соли технециевой кислоты (NaTcO4), используется при сцинтиграфии щитовидной и слюнных желез, головного мозга.
- Макроагрегаты альбумина (МАА), меченые 99mTc — радиофармпрепарат для перфузионной сцинтиграфии легких.
- Гексаметилпропиленаминоксим (HMPAO), меченый 99mTc — радиофармпрепарат для сцинтиграфии (однофотонной эмиссионной компьютерной томографии) головного мозга.
- 123I — является одновременно и вектором для щитовидной железы, и радиоизотопом.
- 201Tl — накапливается в кардиомиоцитах аналогично калию, маркер для сцинтиграфии миокарда.

Существуют радиофармпрепараты, тропные к определённой патологии (в том числе к некоторым формам рака) — 111ln — Octreoscan, 123I — MIBG (МИБГ).
Индикатор (радиофармпрепарат) в подавляющем большинстве исследований вводится внутривенно.

## Получаемые изображения
- Статические — в результате получается плоское (двумерное) изображение. Таким методом чаще всего исследуют кости, щитовидную железу и т. д.
- Динамические — результат сложения нескольких статических изображений, получения динамических кривых (например при исследовании функции почек, печени, желчного пузыря)
- ЭКГ-синхронизированное исследование — ЭКГ-синхронизация позволяет в томографическом режиме визуализировать сократительную функцию сердца.

Иногда к сцинтиграфии относят родственный метод однофотонной эмиссионной компьютерной томографии (ОФЭКТ), который позволяет получать томограммы (трёхмерные изображения). При применении технологии ОФЭКТ/КТ происходит запись гибридного томографического исследования заданной области с получением fusion-изображений, сочетающих изотопную томографию (ОФЭКТ) и компьютерную томографию (КТ). В результате происходит совмещение функционального изображения с анатомическим, зачастую повышая чувствительность и специфичность выявленных изменений. С использованием технологии ОФЭКТ проводят исследования миокарда, головного мозга. ОФЭКТ/КТ применяют при исследовании костей скелета, щитовидной и паращитовидных желез, легких, печени, а также при исследованиях с тумороспецифичными препаратами (октреотид, сестамиби, МИБГ и т. д.)

## Гамма-камера
Гамма-камера — сцинтилляционная камера, регистрирующая гамма-излучение. В сцинтилляторе гамма-камеры поглощённые или рассеянные гамма-кванты преобразуются в фотоны видимого излучения, причём количество излученных фотонов пропорционально поглощённой в сцинтилляторе энергии гамма-кванта. Фотоумножители преобразуют световую вспышку в сцинтилляторе в импульс тока, который регистрируется спектрометрической аппаратурой. Амплитуда импульса пропорциональна поглощённой в сцинтилляторе энергии гамма-кванта, поэтому возможно отделение вспышек от гамма-квантов с энергией, характерной для используемого маркера, от фона. Применение сборки фотоумножителей позволяет осуществить восстановление координат вспышки и, таким образом, измерить пространственное распределение маркера в теле пациента.
Сцинтилляционная гамма-камера — медицинский прибор для радиоизотопной диагностики. Представляет собой многоканальный коллиматор; на выходе каждого из каналов установлены ФЭУ (фотоэлектронные умножители -   высокочувствительные детекторы фотонов), сигналы которых обрабатывают на компьютере. После введения в организм препарата, меченного радиоактивными изотопами, с помощью гамма-камеры можно получить на экране картину распределения препарата в исследуемом органе, а также наблюдать в динамике процесс его выведения.
Гамма-камера состоит из детектора (большого сцинтилляционного кристалла, обычно из NaJ(Tl)[уточнить]), световода, набора ФЭУ, сменных свинцовых многоканальных коллиматоров и блока аналоговых электронных устройств, обеспечивающих определение координат и амплитуд сигналов, компьютера и консоли оператора.
Система для диагностики всего тела требует наличия подвижного детектора, который проходит вдоль тела пациента, либо подвижного стола, который движется под неподвижным детектором. Во избежание погрешностей, привносимых излучением от посторонних источников, детектор помещают в защитный кожух, выполненный из свинца или его сплавов. Пространство, с которого на детектор поступает излучение, ограничивается и формируется сменными диафрагмами (коллиматорами) из свинца, которые имеют разную форму в зависимости от типа исследования. Толщина свинцовой защиты зависит от применяемых изотопов. Излучение должно ослабляться защитой в 1000 раз[уточнить]. Для излучения с энергией 140 кэВ достаточно свинцовой защиты толщиной 10 мм, а для энергии 500 кэВ необходимо 50 мм.

## Применение
- Диагностика ишемической болезни сердца (ИБС) в том числе путём выявления преходящей ишемии миокарда, рубцовых изменений, исследования сократительной способности сердца.
- Диагностика тромбоэмболии лёгочной артерии.
- Диагностика метастазов и первичных опухолей костной ткани, переломов, воспаления, и инфекций (остеосцинтиграфия).
- Исследование кровоснабжения головного мозга — используется в диагностике болезни Альцгеймера, некоторых форм деменции, инфекционных заболеваний. Существуют маркеры, позволяющие проследить распределение рецепторов некоторых нейромедиаторов в ткани мозга, например, дофамина, что можно использовать в диагностике болезни Паркинсона.
- Диагностика заболеваний щитовидной и паращитовидной желез.
- Оценка функции почек и их кровоснабжения.
- Выявление заболеваний печени, функциональных расстройств гепатобилиарной системы.

### Сцинтиграфия миокарда
Сцинтиграфия миокарда является ведущим методом диагностики ИБС во всем мире, ежегодное количество пациентов в Европе и США превышает 10 миллионов человек. При проведении исследования пациенту вводится радиофармпрепарат, тропный к неизмененным кардиомиоцитам сердечной мышцы (миокарда), с целью их визуализации. Сцинтиграфия миокарда проводится в 2 этапа: исследование с нагрузкой и в покое. Метод обладает широкими возможностями в диагностике ИБС. Производится выявление преходящей ишемии миокарда, обусловленной поражением коронарных артерий атеросклеротическими бляшками, в том числе у больных без клиники стенокардии. В зависимости от локализации и распространенности преходящей ишемии определяются показания к коронарной ангиографии.
У пациентов с перенесенным острым инфарктом миокарда проводится определение его локализации и объёма поврежденного миокарда вне зависимости от сроков давности.
Сцинтиграфия миокарда является высокоточным методом оценки эффективности медикаментозного лечения, эффективности эндоваскулярных вмешательств (коронарной баллонной ангиопластики со стентированием), операций на открытом сердце (коронарного шунтирования), кардио-реабилитации, включая усиленную наружную контрапульсацию и ударно-волновую терапию.
Приблизительное время проведения исследования составляет 2—3 часа.

### Сцинтиграфия костей скелета
Сцинтиграфия костей скелета (синонимы: остеосцинтиграфия, сканирование, сканирование костей) — ведущий лучевой метод диагностики остеобластических метастазов костей. Визуализация костей осуществляется благодаря использованию меченных технецием-99 и фосфонатов, тропных к костной ткани. Метод позволяет с высокой чувствительностью выявлять метастазы в кости при раке легкого, молочной, предстательной, щитовидной железы, раке почек, мочевого пузыря и других видов злокачественных новообразований. Также возможна визуализация первичных злокачественных новообразований костной ткани, в том числе остеома, остеосаркома, хондросаркома и др.
Чувствительность метода в диагностике метастазов в кости сопоставима с ПЭТ и МРТ, при существенно меньших затратах и времени непосредственного проведения исследования.
Применение технологии ОФЭКТ/КТ повышает чувствительность метода, в том числе в неясных ситуациях и при дифференциальной диагностике метастатического, травматического и дегенеративных процессов. Исследование проводится в среднем через 3 часа после введения радиофармпрепарата. При анализе изображений проводится не только выявление очаговых изменений костей, характерных для метастатического поражения, но и расчет активности накопления препарата в метастазах, что позволяет оценивать динамику заболевания на фоне проводимого лечения.
Суммарное время исследования — около четырех часов.

### Сцинтиграфия почек
Сцинтиграфия почек (динамическая нефросцинтиграфия с непрямой ангиографией) основана на использовании радиофармпрепаратов, тропных к клубочку и канальцевой системе. Проведение динамического исследования позволяет в режиме реального времени визуализировать накопительную и выделительную функцию каждой почки по отдельности. В рамках непрямой ангиографии определяются скоростные и объемные характеристики почечного кровотока. Сцинтиграфия почек позволяется получить важную диагностическую информацию у больных с различными заболеваниями мочевыделительной системы: оценивать экскрецию при воспалительных заболеваниях почек и нефролитиазе; определять наличие почечной недостаточности и её выраженности, определять показания к оперативному лечению у больных с обструктивными заболеваниями мочевыводящих путей, определять наличие пузырно — мочеточникового рефлюкса. При подозрении на наличие стеноза почечной артерии осуществляется диагностика нарушений кровоснабжения почек.
Время проведения исследования составляет менее 30 минут.

### Сцинтиграфия щитовидной железы
Сцинтиграфия щитовидной железы проводится с целью визуализации анатомии железы (включая загрудинное расположение долей, наличие дополнительных долей) и нарушений её функции. Также осуществляется визуализация узлов и определение их функциональной автономии: диагностика нефункционирующих («холодных») узлов, в том числе при подозрении на злокачественное новообразование, и гиперфункционирующих («горячих») узлов, включая токсическую аденому.
Время проведения исследования составляет около 20 минут.
Сцинтиграфия паращитовидных желез используется с целью выявления гормон-продуцирующей аденомы у больных с повышением уровня парат-гормона, увеличением паращитовидных желез, а также при нефролитиазе и остеопорозе. Помимо визуализации аденомы паращитовидных желез в рамках исследования оценивается анатомия и функция щитовидной железы, в том числе аутоиммунных заболеваний.
Время проведения исследования составляет в среднем 3 часа.
Применение технологии ОФЭКТ/КТ повышает чувствительность методов при многоузловом зобе, гетеротопии ткани щитовидной железы, при выявлении атипично-расположенных аденом паращитовидных желез.

### Сцинтиграфия головного мозга
Однофотонная эмиссионная компьютерная томография головного мозга проводится с радиофармпрепаратами (РФП), накапливающимися пропорционально мозговому кровотоку. Исследование проводится через 20—30 минут после введения РФП. В результате производится топическая диагностика перенесенного инсульта, ишемии головного мозга, обусловленной поражением церебральных артерий, нарушений перфузии при нейродегенеративных заболеваниях.
Метод позволяет оценивать эффект от лекарственной терапии, эндоваскулярных вмешательств на сонных, вертебральных и мозговых артериях, эффективность реабилитационных мероприятий.
Время проведения исследования составляет менее 1 часа.

### Сцинтиграфия лёгких

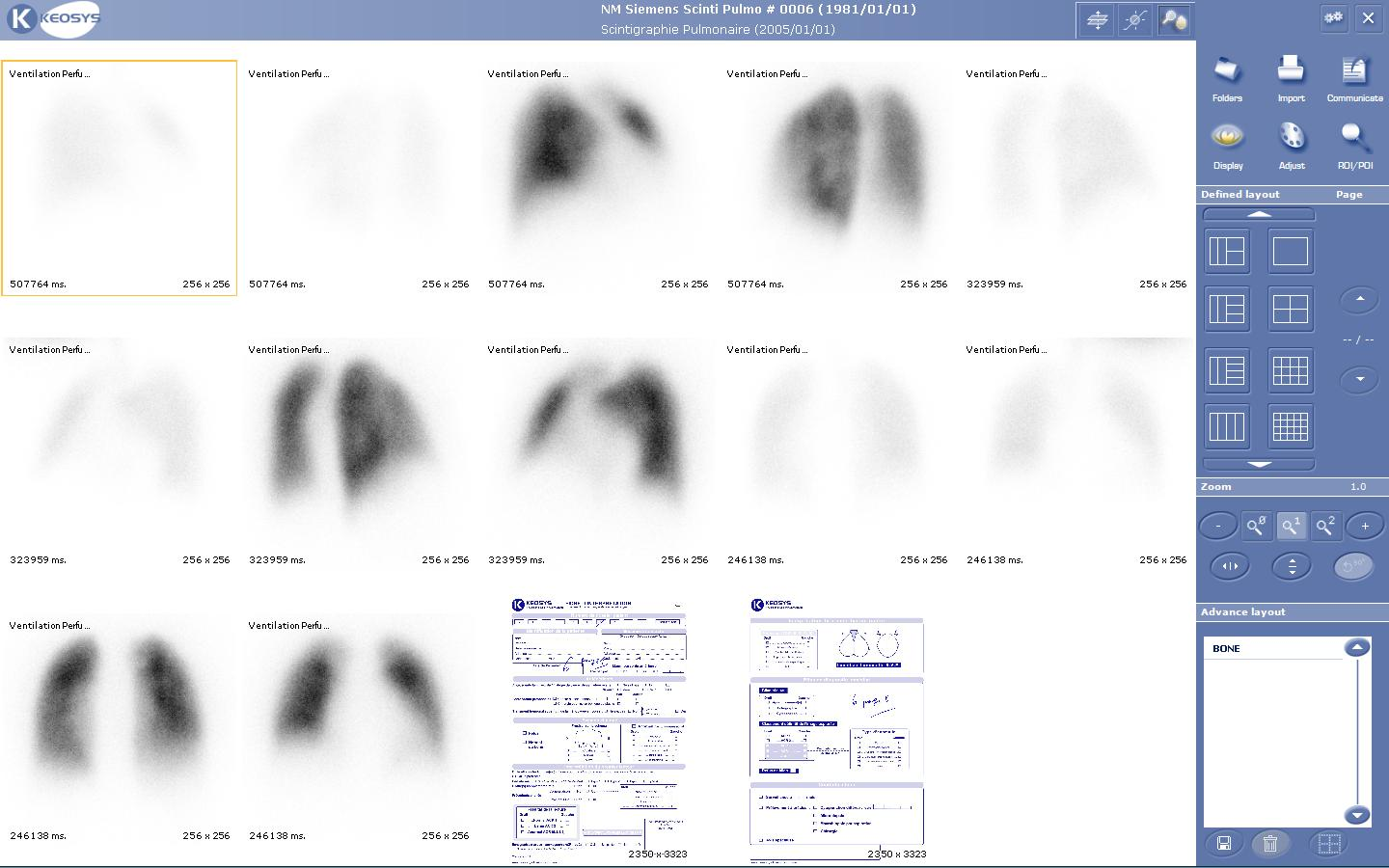
Сцинтиграфия лёгких для оценки рака лёгких

В настоящее время основной областью применения перфузионной сцинтиграфии лёгких является диагностика тромбоэмболии легочной артерии и её ветвей. Использование радиофармпрепарата макроагрегатов альбумина, меченных технецием — 99 м, позволяет определять нарушения кровоснабжения легких, начиная с уровня магистральных сосудов (легочных артерий и их ветвей), и заканчивая нарушениями микроциркуляции при системных заболеваниях, включая первичную легочную гипертензию и болезнь Такаясу. В результате при наличии тромбозов или эмболий легочной артерии и её ветвей при сцинтиграфии легких выявляются дефекты перфузии, соответствующие уровню поражения. Большой ценностью обладает метода заключается в динамическом контроле заболеванию. При повторных исследованиях могут определять как признаки повторных тромбоэмболий, так и положительную динамику перфузии при успешном лечении.
Время проведения исследования — около 20 минут.

### Сцинтиграфия печени и желчного пузыря
Сцинтиграфия печени и желчного пузыря представляет собой комплексное радионуклидное исследование, направленное на выявление функциональных нарушений в гепатобилиарной системе. Исследование включает в себя оценку функционального состояния гепатоцитов, концентрационной и моторной функции желчного пузыря, проходимости желчевыводящих путей, наличия дисфункции сфинктера Одди, дуодено-гастрального рефлюкса.
Показания к проведению: воспалительные и обменные заболевания печени, желчного пузыря, в том числе холецистит, дискинезии желчевыводящих путей, состояние после хирургических вмешательств на гепатобилиарной системе.
Время проведения исследования — около 1 часа.